# Lodwar
Lodwar este un oraș din Kenya.